# Université technique de Vienne

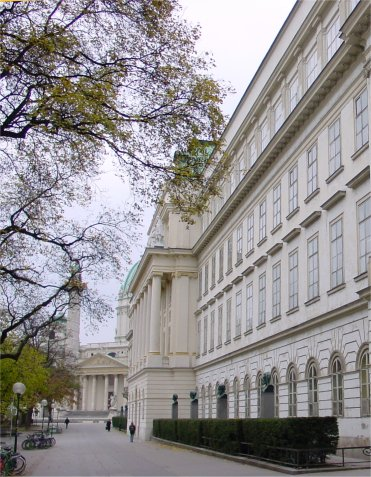
Université technique de Vienne

L'université technique de Vienne, (en allemand, Technische Universität Wien ou TU Wien) est une université autrichienne située à Vienne.

## Histoire
Fondée en 1815 par l'empereur François Ier d'Autriche comme Institut polytechnique, son premier directeur est Johann Joseph von Prechtl.
En 1872, l'Institut est renommé en Grande École technique (Technische Hochschule). En 1919, les femmes sont autorisées à s'inscrire. En 1975, la dénomination change pour devenir « Université technique' » (Technische Universität).

## Facultés
L'université technique de Vienne compte 8 départements (facultés)
- Mathématiques et information géographique
- Physique
- Génie chimique
- Informatique
- Génie civil
- Architecture et urbanisme
- Mécanique et sciences de l'ingénieur
- Électrotechnique et techniques de l'information

Chacune des facultés est divisée en instituts. Ils sont au nombre de 60. Environ 3 000 scientifiques assurent l'enseignement et la recherche au sein de l'université.

## Élèves notables
- Margot Pilz (1936-), artiste féministe autrichienne

## Statistiques
- Inscrits : 29 672 (semestre d'hiver 2012)
- Étudiants : environ 25 %
- Étrangers : environ 20 %